# Selemadeg
Selemadeg ist ein Distrikt (Kecamatan) im Südwesten des Regierungsbezirks (Kabupaten) Tabanan der indonesischen Provinz Bali. Er hat zwei von ihm abgespaltene Kecamatans als Nachbarn: Selemadeg Barat im Westen und Selemadeg Timur im Osten. Darüber hinaus grenzt er noch an Pupuan (im Nordwesten) und an Penebel (im Nordosten). Im Süden bildet auf etwa zehn Kilometer Länge die Balisee eine natürliche Grenze. Selemadeg gliedert sich in zehn Dörfer (Desa) und weiterhin in 59 Banjar Dinas, 36 Desa Adat sowie 68 Banjar Adat.

## Verwaltungsgliederung
| Kode          | Dorf           | Fläche (km²) Ende 2021 | Einwohner Census 2010 | Einwohner Census 2020 | Einwohner Ende 2021 | Dichte Einw. pro km² |
| ------------- | -------------- | ---------------------- | --------------------- | --------------------- | ------------------- | -------------------- |
| 51.02.01.2001 | Bajera         | 1,59                   | 4.339                 | 4.665                 | 4.707               | 2.960,38             |
| 51.02.01.2002 | Wanagiri       | 16,79                  | 2.093                 | 2.462                 | 2.534               | 150,92               |
| 51.02.01.2003 | Pupuan Sawah   | 5,08                   | 880                   | 1.008                 | 1.005               | 197,83               |
| 51.02.01.2004 | Berembeng      | 5,35                   | 2.244                 | 2.426                 | 2.402               | 448,97               |
| 51.02.01.2005 | Selemadeg      | 5,66                   | 2.329                 | 2.669                 | 2.647               | 467,67               |
| 51.02.01.2006 | Sarampingan    | 3,45                   | 1.284                 | 1.560                 | 1.632               | 473,04               |
| 51.02.01.2007 | Antap          | 9,82                   | 2.668                 | 2.992                 | 2.912               | 296,54               |
| 51.02.01.2008 | Wanagiri Kauh  | 9,53                   | 1.590                 | 1.883                 | 2.008               | 210,70               |
| 51.02.01.2009 | Manikyang      | 2,61                   | 913                   | 1.010                 | 1.045               | 400,38               |
| 51.02.01.2010 | Bajera Utara   | 3,47                   | 922                   | 1.199                 | 1.204               | 346,97               |
| 51.02.01      | Kec. Selemadeg | 63,35                  | 19.262                | 21.874                | 22.096              | 348,79               |
Ergebnisse aus Zählung bzw. Fortschreibung

## Bevölkerung

### Bevölkerungsentwicklung der letzten drei Halbjahre
| Datum      | Fläche (km²) | Einwohner | männlich | weiblich | Dichte (Einw./km²) | Sex Ratio (m*100/w) |
| ---------- | ------------ | --------- | -------- | -------- | ------------------ | ------------------- |
| 31.12.2020 | 63,35        | 22.113    | 10.950   | 11.163   | 349,1              | 98,1                |
| 30.06.2021 | 63,35        | 22.108    | 10.960   | 11.148   | 349,0              | 98,3                |
| 31.12.2021 | 63,00        | 22.096    | 10.910   | 11.186   | 350,7              | 97,5                |
Fortschreibungsergebnisse